# Escuela Rosacruz de Misterios Alpha Omega

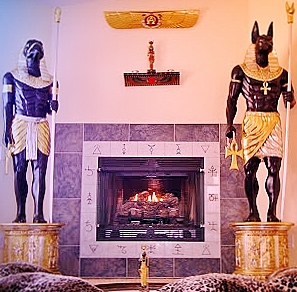
Templo de la actual Escuela Rosacruz de Misterios Alpha Ωmega.

La Escuela Rosacruz de Misterios Alpha Omega es una organización mágica y ocultista que ofrece formación por Internet y que está vinculada a la Orden Hermética de la Aurora Dorada.
Se considera heredera de Alpha et Omega, una sociedad esotérica surgida de la disolución a principios del siglo XX de la Orden Hermética de la Aurora Dorada, que a su vez fue fundada en Londres en 1888. La sociedad original Alpha et Omega fue disuelta en 1939.
Desde un principio, Alpha et Omega fue planeada para que, a lo largo de sus grados, las personas fueran desarrollando sus cualidades espirituales paulatinamente de forma similar a como se desarrollan las cualidades intelectuales en una universidad (como pasa con la carrera, el máster y el doctorado).
La Escuela Rosacruz de Misterios Alpha Ωmega ofrece formación en los grados de Neófito, Zelator, Theoricus, Practicus, Philosophus, Portal, Adeptus Minor, Adeptus Major, Adeptus Exemptus, Magister Templi, Magus e Ipsissmus.